# Rio Corda
Rio Corda är ett vattendrag i Brasilien.   Det ligger i delstaten Maranhão, i den östra delen av landet, 1 200 km norr om huvudstaden Brasília.
Omgivningarna runt Rio Corda är huvudsakligen savann. Runt Rio Corda är det glesbefolkat, med 11 invånare per kvadratkilometer.